# Het einde van eindeloos
Heer Bommel en het einde van eindeloos (in boekuitgaven/spraakgebruik verkort tot Het einde van eindeloos) is het 177e en tevens laatste verhaal uit de Bommelsaga, geschreven en getekend door Marten Toonder. Het verhaal verscheen na een voorbereiding van ruim een half jaar voor het eerst op 3 oktober 1985 in NRC Handelsblad en liep tot 20 januari 1986.
In de periode van 13 december 1997 tot 1 april 1998 publiceerde de krant de strip nogmaals. De afleveringen dragen de nummers 01678-01768.
Centraal thema is "Het einde van deze geschiedschrijving".

## Boekuitgaven
De strip verscheen, samen met Het Bommel-verschiet, onder de naam Als dat maar goed gaat bij De Bezige Bij (Amsterdam, 1988). In 1996 gaf De Bezige Bij Als dat maar goed gaat opnieuw uit, nu als ‘Dubbele Bommelpocket’ in één band met Ik voel dat heel fijn aan.
De strip staat ook (tezamen met De vergelder en Het Bommel-verschiet) in band 40 van Heer Bommel - Volledige Werken - De dagbladpublicaties, uitgegeven bij Panda ('s-Gravenhage, 2001).
In de reeks heruitgaven in oblongformaat, die De Bezige Bij in samenwerking met NRC Handelsblad sinds 2008 uitbrengt, is Het einde van eindeloos in november 2018 verschenen als zestigste en laatste deel. In de bundel, die eveneens de titel Het einde van eindeloos draagt, is het verhaal gecombineerd met het verhaal ervoor, Het Bommel-verschiet.

## Het voorspel
Het buiten van de markies de Canteclaer van Barneveldt is nog niet zo oud als wel wordt gedacht. Hij heeft het laten bouwen nadat hij zijn stamslot Troebeloo aan de gemeente Rommeldam had overgedaan, omdat de onderhoudskosten te hoog waren opgelopen. Op een wandeling door de tuinen van zijn buiten vertelt hij over het oude stamslot aan zijn nichtje, freule Héloïse. Bij de rondgang door de tuinen wijst de freule op een nabijgelegen steenklomp. De markies geeft toe dat het zogeheten kasteel Bommelstein de omgeving ontsiert. Daar woont ene Bommel. Helaas. Maar overigens is de omgeving nog niet door het grauw geaffronteerd.
Op dat moment verschijnt ambtenaar eerste klasse Dorknoper, die een hoogst onaangename mededeling aankondigt. Uitgedaagd door de markies, geeft hij volledige opening van zaken. De stad Rommeldam breidt zich uit. De Raad heeft een nieuw uitbreidingsplan aangenomen, Buitenrommel, dat gedeeltelijk door het park van de markies zal worden ontwikkeld. De markies dreigt daarop via zijn contact met de hoogste kringen de gehele Raad te laten ontslaan.
Maar volgens Dorknoper is de Raad geheel bevoegd ex artikel 82 van de aangelijnde Staatsgemeenschappenwet. Er is reeds een gevolmachtigd inspecteur benoemd, die mag onteigenen. Maar eerst dient er in de minne te worden geschikt. Het voorstel is het park te ruilen voor het stamslot Troebeloo, want de gemeente kan dat monument geldmatig niet overeind houden. Beleefd de hoed lichtend vertrekt de ambtenaar, een duistere schaduw werpend over het begin van dit verhaal.

## Samenvatting
Rommeldam is in rep en roer, want de gemeenteraad heeft besloten om de nieuwe woonwijk Buitenrommel te laten aanleggen op het terrein van het buiten van markies de Canteclaer, Bommelstein en de huisjes van Tom Poes en Doddeltje. Dit tot grote schrik en woede van de bewoners. Daarnaast krijgt heer Ollie bezoek van een tweetal zwervers, van wie de vrouw een waarzegster is. De nieuwsgierige heer reageert zodanig op de voorspelling dat de toevallig passerende Doddeltje er het hare van denkt.
Heer Bommel en Tom Poes rijden naar Rommeldam. Voor de Kleine Club stapt Tom Poes uit en gaat naar de gemeentebibliotheek. Heer Bommel gaat de Kleine Club binnen. Hij hoopt op een gesprek met hoogstaande lieden maar treft er een boze markies. Hij geeft burgemeester Dickerdack de schuld van het onteigenen van de helft van zijn park. 
Tom Poes is intussen geschiedenisboeken aan het raadplegen in de gemeentebibliotheek. Hij vraagt om hulp aan doctoranda Pi Ritsel, die daar die middag persoonlijk toezicht houdt. Zij weet dat Bommelstein niet de echte naam van het kasteel is. Oorspronkelijk was het een Noormannenvesting. In de middeleeuwen noemde men het al de Drakenborg. Tom Poes kan er alles over vinden in foliant D127. Tom Poes schrijft  een pagina over en holt de bibliotheek uit. Maar heer Bommel is niet geïnteresseerd. 
Vlak bij zijn huisje stapt Tom Poes uit met de mededeling dat hij nog een belangrijke brief moet schrijven over foliant D127. Terugkomend op het kasteel vertelt Joost dat de burgemeester ontslag heeft aangekondigd. Een conflict tussen de raad en de burgemeester. Het nieuwe uitbreidingsplan is wel interessant, omdat zijn tante dan dichterbij komt wonen. Maar de nieuwe Wethouder Kneepstraat bedreigt wel weer het kasteel. Met de handen voor de oren loopt heer Bommel weer het pand uit onder de waarschuwing van zijn bediende dat het vandaag vrijdag de dertiende is.
Heer Bommel besluit, zich door de gebeurtenissen geheel verlaten voelend, de voorspelling van de zwerfster te volgen en een ver land te gaan zoeken. Op de heide ontmoet hij een zonderling, die hem met zijn dochter, de vogel Ima, naar Parnas stuurt. Joost en Tom Poes besluiten de dwalende heer te achtervolgen, maar heer Ollie zit met Ima inmiddels in een vreemde gondel die hem naar een onbekend oord brengt. De achtervolging faalt. 
Intussen is er in Rommeldam beroering ontstaan over de verdwijning van heer Bommel en wel naar aanleiding van een brief waarin Tom Poes schrijft over zijn vondst. Bulle Bas wordt opgeroepen om er alles aan te doen de verdwenen heer op te sporen en ook Steenbreek in zijn rol als uitvoerder van het project Buitenrommel stuurt een helikopter. Ook Joost en Tom Poes doen een tweede poging heer Bommel op te sporen. Daarbij blijkt dat de Woeste Gronden, waar heer Bommel verdwaald moet zijn, grenzen aan het Donkere Bomen Bos.
De volgende ochtend bezoeken ambtenaar Dorknoper, vergezeld door adjunct-inspecteur Schifter het kasteel. Met het oog op de nieuwe woonwijk Buitenrommel wil de inspecteur het pand ter plaatse onderzoeken, maar Joost weigert hun de toegang.
Het lukt Tom Poes met informatie van Pee Pastinakel om in het gebied door te dringen en heer Bommel te vinden. Hij verjaagt vervolgens Ima en besluit tegen de stroming in terug te gaan varen. De gondel komt nu op een meer terecht, waar ze worden gevonden door een politiehelikopter met brigadier Snuf. 
Terug in Rommeldam krijgt heer Bommel te horen van de heerlijke en onaantastbare rechten op de Drakenborg – het slot dat nu Bommelstein is – vastgelegd in het Vorstelijk Statuut van 1132. De rechten, die gelden voor het gebouw en de aanpalende gebieden, bestaan nog steeds, omdat men, zoals ambtenaar Dorknoper stelt, vergeten is ze af te schaffen.
Het project van Steenbreek is nu ten dode opgeschreven. Heer Bommel kan niet wachten om Doddeltje te vertellen wat er gebeurd is en vraagt haar en passant ten huwelijk. Dit huwelijk wordt door ambtenaar  Dorknoper eenvoudig op het stadhuis voltrokken. Maar Heer Bommel staat op een feestmaaltijd, waar Joost dagenlang werk aan heeft. Burgemeester Dickerdack is de kasteelheer deze keer wel bijzonder dankbaar voor zijn ingrijpen. Rommeldam zal zo blijven zoals het was, ook al verandert de wereld eromheen op onherkenbare wijze. Heer Bommel bedankt hierop de aanwezigen en vooral Tom Poes, want "zonder hem zaten wij hier niet".

## Achtergronden
De titel van het verhaal verwijst naar de slotwoorden van heer Bommel aan de feestdis. Hij stelt voor om een dronk  uit te brengen op zijn bruid, die hij heeft gevonden "na een eindeloze tijd, waarvan zij het einde is".
Door het Vorstelijk Statuut van 1132 blijven heer Bommel en zijn omgeving altijd bestaan. Tom Poes trekt na dit verhaal in zijn eentje verder, op zoek naar nieuwe avonturen, maar, aldus Toonder, ‘daar weet ik verder niets van.’ Aan het eind van de 177 verhalen dankt de biograaf Marten Toonder zijn lezers in de allerlaatste stripstrook van het verhaal en zijn oeuvre.
Marten Toonder was 73 toen hij aan Het einde van eindeloos werkte. Gezien zijn leeftijd en de titel van het verhaal was het voor velen geen verrassing toen hij in de laatste aflevering aankondigde dat dit zijn laatste Bommelstrip was geweest. De strip vormde overigens niet het einde van zijn schrijversbestaan; Toonder begon nu aan zijn memoires. Het eerste deel, Vroeger was de aarde plat, verscheen in 1992.

## Ontvangst van de strip
Er was bij veel fans van de strip wel een gevoel van teleurstelling. Zo werd in Het Vrije Volk van 22 januari 1986 opgemerkt: ‘Is er leven na Bommel? Tot en met vandaag werd ik elke ochtend gewoon wakker, en niets rechtvaardigt de veronderstelling dat dat morgen anders zal zijn. Maar de gedachte dat Heer Bommel, waar hij zich ook mag bevinden, misschien wel pantoffels draagt, is hoogst beklemmend.’
Ook Folkert Jensma schreef in een terugblik op de Bommelverhalen in NRC Handelsblad van 2 april 1998, toen de herpublicatie van de strip een einde nam: ‘Maar hij was ook een knuffelbeer die iedereen kon koesteren en die zich tot iedereen gemakkelijk aangetrokken voelde. Misschien was het daarom zo makkelijk zich door Bommel te laten annexeren. En is het zo moeilijk Bommel los te laten.’
Jenno Witsen zegt in zijn lezing ‘Het land van heer Bommel en Tom Poes’ (2013): ‘Toonder is een meester-verteller. Een toppunt, zo niet het toppunt van zijn vertelkunst vind ik zijn laatste verhaal, het Einde van Eindeloos. Dit is een epos over Toonders eigen zoektocht door de wereld van Heer Bommel en Tom Poes.

## Hoorspel
- Het einde van eindeloos in het Bommelhoorspel

## Voetnoten
1. ↑  Op de website https://www.delpher.nl/nl/kranten zijn alle afleveringen terug te vinden. Gearchiveerd op 26 juli 2023.
2. ↑  Het einde van eindeloos op Heerbommel.info.
3. ↑  Circa 40 km ten noorden van de stad Rommeldam.
4. ↑  Zie een eerder verhaal: De wenswerkster. In dat verhaal is er sprake van dat de edelman het slot aan de gemeente in bruikleen heeft gegeven.
5. ↑  Zie voor haar eerder optreden: De doffe Doffer. Heer Bommel was daarin tijdelijk een beetje verliefd op de freule. We schrijven dan het jaar 1954, 4 jaar voor de komst van Anne Marie Doddel
6. ↑  Oudnederlands voor Parnassus
7. ↑  In het verhaal De drakenburcht uit 1941 wordt verteld hoe Bommel aan zijn ‘voorvaderlijk’ slot komt.
8. ↑  Band 40 van de Volledige Werken publiceert een kleine annonce met als huwelijksdatum 18 januari 1986 en als toekomstig adres Distellaan 13 Rommeldam.
9. ↑  Zie het allerlaatste plaatje 01768.
10. ↑  Het Vrije Volk, 22-01-1986 op Delpher.nl.
11. ↑  Folkert Jensma, ‘Met uw welnemen’.